# Dignity Health Sports Park
Dignity Health Sports Park (tidigare namn: Home Depot Center och Stubhub Center) är en fotbollsarena i Carson i Kalifornien i USA (en bit söder om Los Angeles). Arenan är hemmaarena för Los Angeles Galaxy och var tidigare även hemmaarena för Chivas USA, vilka båda spelar/spelade i Major League Soccer (MLS). Arenan är sedan 2017 tillfällig hemmaarena för Los Angeles Chargers i National Football League (NFL). Arenan används även flitigt av de amerikanska herrarnas respektive damernas fotbollslandslag.
Arenan började byggas i början av 2002 och invigdes sommaren 2003 efter en byggkostnad på cirka 150 miljoner dollar.
I arenan har bland annat spelats flera gruppspelsmatcher och finalen i Världsmästerskapet i fotboll för damer 2003, MLS:s all star-match 2003 och MLS Cup 2003, 2004, 2008, 2011, 2012 och 2014. Vid olympiska sommarspelen 2028 kommer flera grenar att avgöras i arenan.

## Fotogalleri

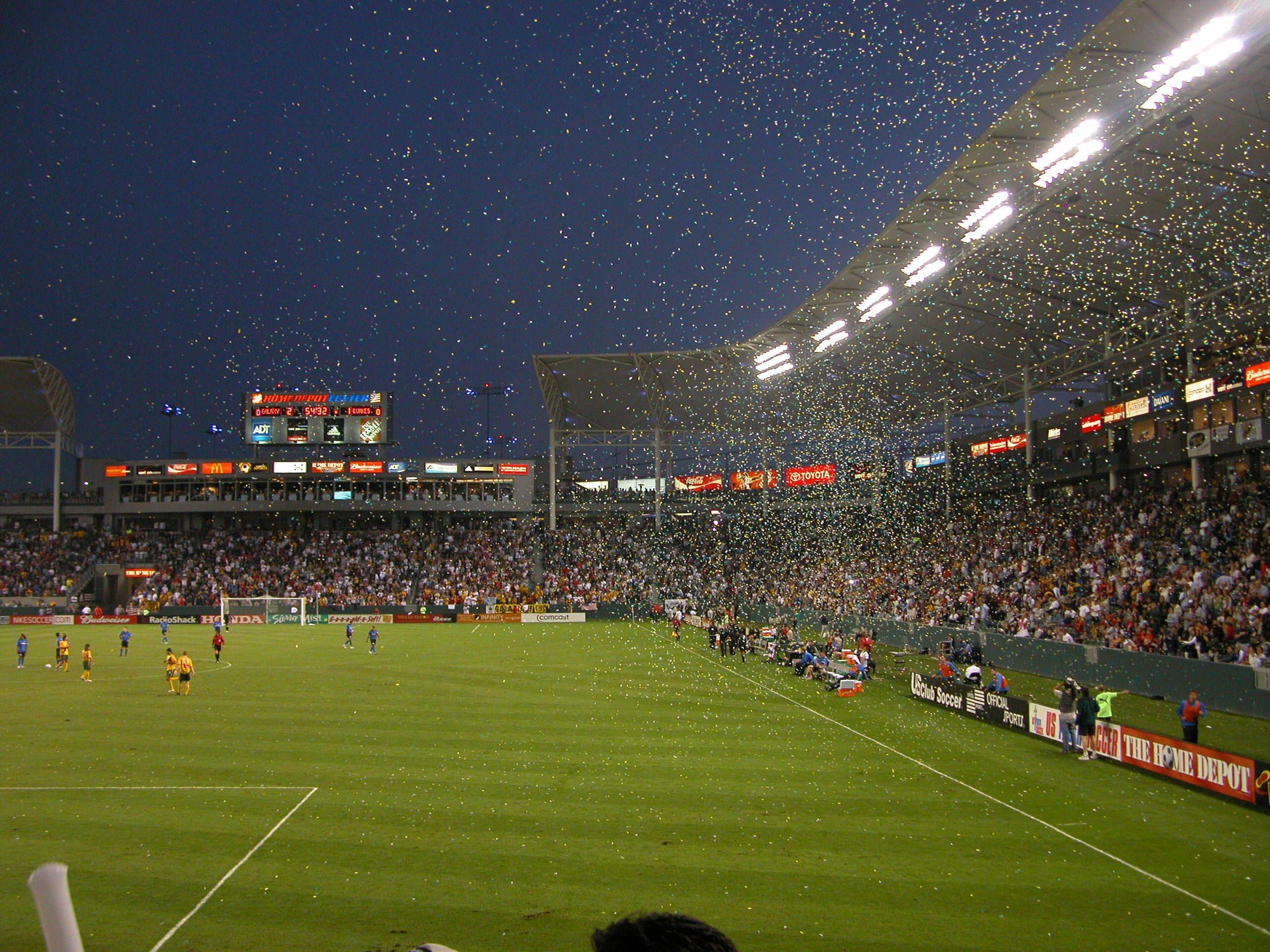
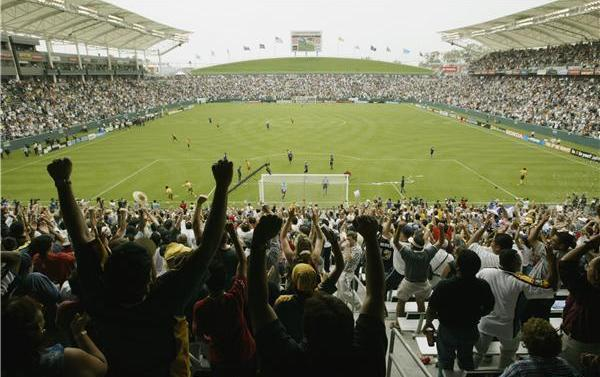